# Sølvsulfid
Sølvsulfid, Ag2S, er et sort sulfid af sølv. Det udgør den misfarvning, der dannes på fx sølvtøj, når det er udsat for hydrogensulfid i atmosfæren. Det forefindes i naturen som mineral ved relativt lave temperaturer, kaldet akanthit. Navnet argentit henviser til en kubisk form, som grundet ustabilitet ved "normale" temperaturer findes i form af pseudomorfer af akanthit efter argentit. Når det dannes på elektriske kontakter, der drives i en atmosfære rig på hydrogensulfid, kan lange filamenter kendt som whiskers dannes. Akanthit er en vigtig kilde til sølv.

## Struktur
Der er tre former: monoklint akanthit, stabilt under 500 °C; rumcentreret kubisk (bcc) såkaldt argentit, stabilt over 176 °C; og en højtemperaturs fladecentreret kubisk (fcc) form, stabil over 586 °C. Højtemperaturformen er elektrisk ledende.

## Egenskaber
Det er et mørkt tungt pulver, uopløseligt i vand, men opløseligt i koncentreret svovlsyre eller salpetersyre. Det smelter ved 825 °C.